# Phạm Quang Trạch
Phạm Quang Trạch  (1653 – 1716) là vị quan thời Lê trung hưng. Ông từng giữ chức Lễ bộ Hữu Thị lang, là tác giả cuốn Nam chưởng kỷ lục về mối bang giao giữa Đại Việt và Ai Lao.

## Thân thế và sự nghiệp
Phạm Quang Trạch sinh năm 1653 tại làng Đông Ngạc, Thăng Long. Sự tích kể rằng thuở nhỏ ham học tới mức đêm đông, lúc ngồi học, ông lấy khăn vải tẩm nước đặt lên đùi để không thể ngủ gật.
Ông đỗ Nhất giáp tiến sĩ, thứ hai (Bảng nhãn) khoa thi Quý Hợi, niên hiệu Chính Hòa thứ tư (tức năm 1683)

## Gia đình và dòng họ
Phạm Quang Trạch là cháu viễn Lân Đính, chắt ruột Thọ Chỉ và là cháu (gọi bằng bác) của Hiển Danh – cả ba đều là người đều đỗ Tiến sĩ; ông còn là chú ruột của Quang Hoàn, Quang Dung cũng đỗ Tiến sĩ.
Phạm Quang Trạch lấy vợ là Nguyễn Thị Ái là con gái Thượng thư Mai quận công Nguyễn Viết Thứ. Con Quang Trạch là Gia Ninh (đỗ tiến sĩ) làm con rể Tham tụng Hộ bộ Thượng thư Nguyễn Huy Nhuận. Một con trai khác của ông là Gia Thẩm làm con rể quan Hình bộ Lang trung Nguyễn Quý Hành. Gia Ninh lại thông gia với Tiến sĩ Ngô Đình Oánh, Binh bộ Thượng thư. Gia Huệ (con của Gia Ninh) có con trai là Gia Điển làm rể Thủ đề đốc Đỗ Thế Dận (con trai Đại vương Đỗ Thế Giai). Gia Kỷ là con trai thứ ba của Gia Điền lại làm rể quan Lễ bộ Thượng thư Phan Huy Ích.
Phạm Gia Chuyên là cháu 5 đời của Phạm Quang Trạch, cháu 4 đời của Tiến sĩ Phạm Nguyên Ninh, đỗ Tam giáp Đồng tiến sĩ xuất thân năm 1832. Ông làm quan thời nhà Nguyễn, đã từng giữ các chức Tri phủ Kiến Xương (Thái Bình), Lễ bộ Viên ngoại lang, Đốc học tỉnh Ninh Bình, Tu nghiệp Quốc tử giám và tham gia soạn cuốn Quốc sử lược biên.